# Kramolin (distrikt)
Kramolin (bulgariska: Крамолин) är ett distrikt i Bulgarien.   Det ligger i kommunen Obsjtina Sevlievo och regionen Gabrovo, i den centrala delen av landet, 150 km öster om huvudstaden Sofia.
Omgivningarna runt Kramolin är en mosaik av jordbruksmark och naturlig växtlighet. Runt Kramolin är det ganska glesbefolkat, med 36 invånare per kvadratkilometer.